# Fenestrolaimus profundis
Fenestrolaimus profundis är en rundmaskart som beskrevs av Nikolai Nikolaievich Filipjev 1927. Fenestrolaimus profundis ingår i släktet Fenestrolaimus och familjen Enoplidae. Inga underarter finns listade i Catalogue of Life.